# Brahestad
Raahe leder hit. För fartyget med detta namn, se Raahe (robotbåt, 1991)
Brahestad (finska: Raahe) är en stad i Finland vid den nordösterbottniska kusten, cirka 80 kilometer söder om Uleåborg. Brahestad har 24 260 invånare (2021), och omfattar en yta av 1 888,93 km², varav 1 014,26 km² land.
Brahestad är en enspråkigt finsk kommun.

## Historia

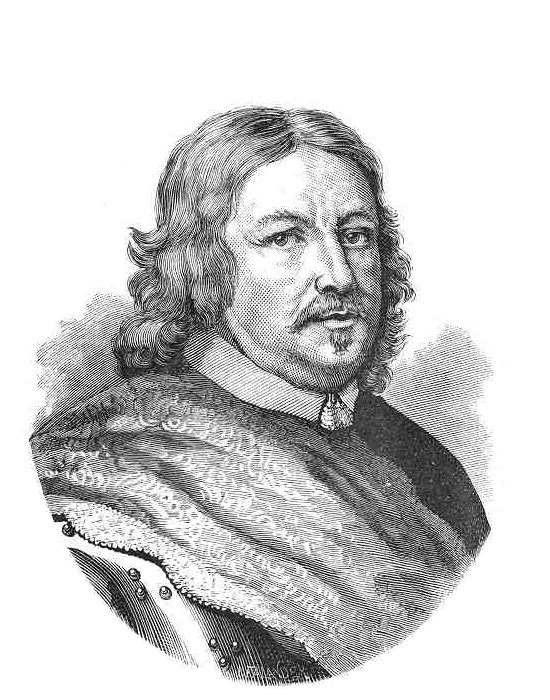
Per Brahe den yngre, gravyr av Ida Falander.

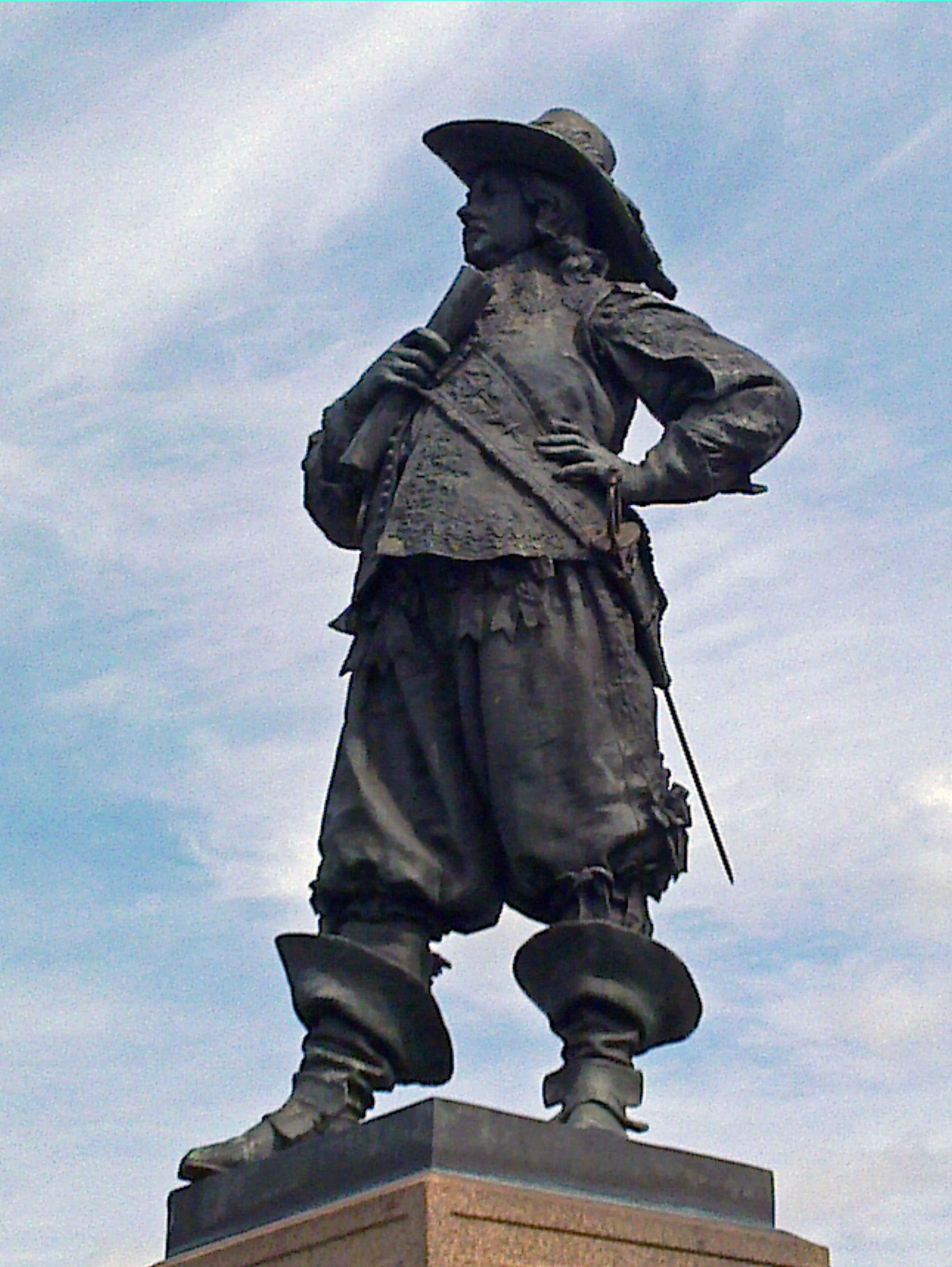
Bronsstaty av greve Per Brahe den yngre (1602-1680), generalguvernör i Finland, av Walter Runeberg (1838-1920), statyn restes 1888 i Brahestad. Statyn föreställer Per Brahe den yngre vid invigningen av Åbo akademi den 15 juli 1640 hållande fundationsbrevet i handen. Brahestatyn avtäcktes i Åbo den 29 maj 1888 i närvaro av en folksamling om ca 10 000 personer. På granitsockeln citeras Per Brahes ord: "Jach war med landett och landett med mig wääl tillfreds." Samma år restes denna mindre replik av statyn på torget i Brahestad.

Stadens anor går tillbaka till medeltida Salois socken. Generalguvernören, greve Per Brahe d.y. utgav år 1649 grundläggningsbrevet för staden Salois norr om dåvarande Salois kyrkby. Ett motiv för grundandet av staden kan ha varit att han därmed kunde slippa betala tullavgift i Uleåborg för de varor han förde ut från sina finska domäner.
Den ursprungliga planen var att bygga staden vid den gamla hamnplatsen på Satamakangas. Eftersom hamnplatsen var låglänt valde man istället en plats längre norrut, vid nuvarande Brahestadsviken. Efter att ha införskaffat Salois socken i sin ägo år 1652, gav Pehr Brahe sitt namn åt staden, som blev kallad Brahestad, på finska Raahe.
Lantmätaringenjör Claes Claesson ombads att utarbeta stadsplanen. Den kom att följa renässanstidens regelbundna, rutformiga ideal. Alla gator var lika breda, ca 20–21 alnar (10–11 meter). Torget låg vid Strandgatan (fi. Rantakatu) och rådhuset bakom torget. Av den första stadsplanen fullföljdes sex kvarter, det område som idag avgränsas av gatorna Skol-, Kyrko-, Skärgårds- och Strandgatan. Senare utvidgningar och förändringar har ända till början av 1900-talet beaktat Claessons strävan.
I Olkijoki slöts en överenskommelse mellan Sverige och Ryssland under finska kriget 1809 (se konventionen i Olkijoki).
Den äldsta bevarade bilden av Brahestad är en ritning från 1659 som visar att staden var omsluten av ett så kallat tullstaket, med två tullportar, den östra utanför dagens korsning mellan Brahekatu och Reiponkatu och den södra i slutet av Pitkänkatu (nuvarande Kauppakatu),  ungefär där dagens Koulukatu ligger. Offentliga byggnader fanns det två av: det ståtliga, tornprydda rådhuset med två våningar samt träkyrkan, som hade börjat byggas redan år 1651. Rådhuset brann ner vid Brahestads brand 1810. Ekvirket till den kyrkans predikstol skänktes av stadens grundare, greve Per Brahe, och härstammade från hans domäner på Visingsö. Kyrkan brädfodrades utsides 1684–1685. Detta är ett av de äldsta kända fodringsarbetena i Finland. Kyrkan brann ner år 1908.
Staden förblev obetydlig fram till 1791, då den beviljades stapelrättigheter. Under 1800-talet var Brahestad en sjöfartstad, som tidvis hade Finlands största handelsfartygsflotta. Dess livligt trafikerade hamn låg vid Packhusstranden, numera museistranden.
Staden har idag drygt 22 000 invånare. I den "gamla staden" står Pehr Brahe nu staty på Pekkatorget (fi. Pekkatori). Statyn är en replik av Walter Runebergs staty i Åbo. Stadens befolkning är finskspråkig, men kyrkogården påminner om en tidigare talrik svenskspråkig befolkning.

### Administrativ historik
1 januari 1973 inkorporerades kommunen Saloinen. Den 1 januari 2003 införlivades vid en kommunsammanslagning kranskommunen Pattijoki med Brahestad, och 1 januari 2013 inkorporerades kommunen Vihanti.

## Geografi

Karta utvisande den nutida kommunen Brahestad och förutvarande kommuners gränser.

### Tätorter
Vid Statistikcentralens tätortsavgränsning den 31 december 2021 fanns sex tätorter inom Brahestads stads område:
| Nr | Tätort                   | Folkmängd |
| -- | ------------------------ | --------- |
| 1  | Brahestads centraltätort | 18 618    |
| 2  | Vihanti kyrkoby          | 1 041     |
| 3  | Haapajoki-Arkkukari      | 662       |
| 4  | Piehinki                 | 410       |
| 5  | Lampinsaari              | 216       |
| 6  | Olkijoki                 | 203       |

### Kommundelar
- Brahestad (centrum)
- Antinkangas
- Ollinsaari
- Kummatti
- Lapaluoto
- Saloinen
- Palonkylä
- Mattilanperä
- Haapajoki-Arkkukari
- Piehinki
- Pattijoki

## Styre och politik

### Stadsfullmäktige
| Presidium 2025–2029    | Presidium 2025–2029 | Presidium 2025–2029 |
| ---------------------- | ------------------- | ------------------- |
| Ordförande             | C                   | Pekka Poukkula      |
| Förste vice ordförande | VF                  | Tarja Ollanketo     |
| Andre vice ordförande  | SDP                 | Pirkko Valtanen     |
| Tredje vice ordförande | SAF                 | Anu Mattila         |

Källa: Brahestads stad.

### Stadsstyrelsen
| Presidium 2025–2027 | Presidium 2025–2027 | Presidium 2025–2027 |
| ------------------- | ------------------- | ------------------- |
| Ordförande          | C                   | Sari Pekkala        |
| Vice ordförande     | VF                  | Aleksi Honka        |

Källa: Brahestads stad.

### Mandatfördelning i Brahestads stad, valen 1976–2025
| 17 | 7 | 10 | 4 | 5 |

| 15 | 7 |  | 10 | 3 |  | 6 |

| 14 | 7 | 2 | 12 |  | 7 |

| 12 | 3 | 6 |  | 13 |  | 7 |

| 16 | 7 |  | 11 | 2 | 6 |

| 12 | 8 | 14 |  | 8 |

| 12 | 7 |  | 15 | 2 | 6 |

| 11 | 7 | 17 | 3 | 5 |

| 31 | 12 |

| 12 | 7 |  | 16 | 2 | 5 |

| 27 | 16 |

| 10 | 6 | 4 | 18 |  | 4 |

| 29 | 14 |

| 10 | 7 |  | 2 | 19 |  | 3 |

| 28 | 15 |

| 7 | 6 |  | 7 | 16 |  | 5 |

| 25 | 18 |

| 7 | 8 |  | 4 | 17 |  | 5 |

| 24 | 19 |

### Vänorter
Brahestad har följande vänorter.
- Aiud, Rumänien
- Košice, Slovakien (sedan 1987)
- Mo i Rana, Norge (sedan 1946)
- Märjamaa, Estland (sedan 1998)
- Skellefteå kommun, Sverige (sedan 1940)
- Sosnovyj Bor, Ryssland (sedan 2017)
- Tjerepovets, Ryssland (sedan 1968)

## Ekonomi och infrastruktur

### Näringsliv
Staden är idag huvudsakligen en industri- och utbildningsort. I Brahestad studerar närmare tusen studenter teknik och handel med inriktning på informationsteknik vid en avdelning av Uleåborgsnejdens yrkeshögskola. Pehr Brahe Software Laboratory är ett samarbetsprojekt mellan yrkeshögskolan, Uleåborgs universitet, Statens Tekniska Forskningscentral, staden, och olika teleoperatörer. Bland mer traditionell industri märks järn- och stålverket (ägt av SSAB), som med över 3 000 anställda är en av Finlands största industriarbetsplatser.

### Kommunikationer

#### Tågtrafik
Det går inga passagerartåg mera från Brahestads järnvägsstation utan för att komma till en station måste man söka sig till Vihanti som ligger 35 km därifrån. Det går en bussförbindelse till järnvägsstationen.

#### Flygtrafik
Närmaste flygplats är Uleåborgs flygplats som ligger 74 km norr om Brahestad. Flygtaxin sköter om transporten mellan staden och flygfältet. Det finns ett flygfält för småflygplan i Pattijoki, 10 km utanför staden.

#### Hamnen
Brahestads uthamn, Lapaluoto 5 km sydväst om själva staden, anlades 1900 och är en av de större finländska hamnarna för handelstrafik. Från Brahestad finns goda väg- och järnvägsförbindelser till de inre delarna av Finland, och även till Ryssland, varför mycket gods från skogs- och stålindustrin skeppas därifrån. Hamnen hålls farbar året runt.

## Befolkning

### Demografi

#### Befolkningsutveckling
| Befolkningsutvecklingen i Brahestads stad 1975–2020                                                          | Befolkningsutvecklingen i Brahestads stad 1975–2020 | Befolkningsutvecklingen i Brahestads stad 1975–2020 | Befolkningsutvecklingen i Brahestads stad 1975–2020 | Befolkningsutvecklingen i Brahestads stad 1975–2020 |
| --- | --------------------------------------------------- | --------------------------------------------------- | --------------------------------------------------- | --------------------------------------------------- |
| |                                                     |                                                     |                                                     |                                                     |
| År |                                                     |                                                     | Folkmängd                                           |                                                     |
| 1975 | 1975                                                |                                                     | 24 475                                              |                                                     |
| 1980 | 1980                                                |                                                     | 27 362                                              |                                                     |
| 1985 | 1985                                                |                                                     | 28 431                                              |                                                     |
| 1990 | 1990                                                |                                                     | 27 999                                              |                                                     |
| 1995 | 1995                                                |                                                     | 27 690                                              |                                                     |
| 2000 | 2000                                                |                                                     | 26 766                                              |                                                     |
| 2005 | 2005                                                |                                                     | 25 746                                              |                                                     |
| 2010 | 2010                                                |                                                     | 25 656                                              |                                                     |
| 2015 | 2015                                                |                                                     | 25 165                                              |                                                     |
| 2020 | 2020                                                |                                                     | 24 353                                              |                                                     |
| Anm: Uppgifterna avser förhållandena den 31 december nämnda år enligt områdesindelningen den 1 januari 2022. |                                                     |                                                     |                                                     |                                                     |

#### Invånare efter de 10 vanligaste födelseländerna
Av Brahestads stads 24 073 invånare den 31 december 2022 var 991 (4,12 %) födda utomlands. Följande tabell visar de 10 vanligaste födelseländerna i Brahestad vid samma datum. Tabellen innehåller dock 11 länder då lika många invånare var födda i Filippinerna och Irak.
| Nr | Födelseland             | Antal  | Andel (%) | Andel i hela riket |
| -- | ----------------------- | ------ | --------- | ------------------ |
| 1  | Finland                 | 23 082 | 95,88     | 91,43              |
| 2  | Sverige                 | 189    | 0,79      | 0,61               |
| 3  | Det forna Sovjetunionen | 179    | 0,74      | 1,15               |
| 4  | Ryssland                | 102    | 0,42      | 0,37               |
| 5  | Vietnam                 | 54     | 0,22      | 0,20               |
| 6  | Thailand                | 49     | 0,20      | 0,22               |
| 7  | Okänt födelseland       | 39     | 0,16      | 0,28               |
| 8  | Afghanistan             | 33     | 0,14      | 0,17               |
| 9  | Polen                   | 31     | 0,13      | 0,10               |
| 10 | Filippinerna            | 26     | 0,11      | 0,18               |
| 10 | Irak                    | 26     | 0,11      | 0,39               |
| -  | Övriga födelseländer    | 263    | 1,09      | 4,90               |

### Språk
Befolkningen efter språk (modersmål) den 31 december 2021. Finska, svenska och samiska räknas som inhemska språk då de har officiell status i landet. Resten av språken räknas som främmande. För språk med färre än 10 talare är siffran dold av Statistikcentralen på grund av sekretesskäl.
| Språk                        | Talare 2021-12-31 | Talare 2021-12-31 |
| Språk                        | Antal             | Andel (%)         |
| ---------------------------- | ----------------- | ----------------- |
| Hela befolkningen            | 24 260            | 100,0             |
| Inhemska språk totalt        | 23 433            | 96,6              |
| Finska                       | 23 415            | 96,5              |
| Svenska                      | 17                | 0,1               |
| Samiska                      | 1                 | 0,0               |
| Främmande språk totalt       | 827               | 3,4               |
| Ryska                        | 347               | 1,4               |
| Annat språk                  | 66                | 0,3               |
| Persiska                     | 47                | 0,2               |
| Thailändska                  | 47                | 0,2               |
| Albanska                     | 41                | 0,2               |
| Polska                       | 33                | 0,1               |
| Estniska                     | 29                | 0,1               |
| Ungerska                     | 25                | 0,1               |
| Turkiska                     | 21                | 0,1               |
| Kinesiska                    | 20                | 0,1               |
| Arabiska                     | 17                | 0,1               |
| Engelska                     | 17                | 0,1               |
| Kurdiska                     | 14                | 0,1               |
| Slovakiska                   | 14                | 0,1               |
| Språk med färre än 10 talare | 89                | 0,4               |

|  | Finska (96,5 %) |

|  | Svenska (0,1 %) |

|  | Samiska (0,0 %) |

|  | Främmande språk (3,4 %) |

|  | Finska (96,5 %) |

|  | Svenska (0,1 %) |

|  | Samiska (0,0 %) |

|  | Främmande språk (3,4 %) |

## Kultur
I Brahestad hålls årligen dessa evenemang :
- Musikveckorna i februari
- Kattdagarna i mars
- Pekkasdagarna i övergången mellan juni och juli
- Strandjazz i juli
- Pattijokidagarna i augusti
- Konstens natt i augusti
- Barnens kulturveckor i oktober

### Arkitektur
Gamla Brahestad är en av de bäst bevarade trästäderna från 1800-talets Finland. 1977 togs beslutet att den gamla trästaden skulle bevaras. Denna har sedan dess restaurerats försiktigt för framtiden. Stadsdelen är dock inte ett museum utan i hög grad en levande del av Brahestad. Norra delen av det rutformiga område som är ämnat att bevaras för stadsmässig småhusbyggelse ger historiskt djup åt dagens stålstad.

### Museet
Brahestads museum (Raahen museo), Finlands äldsta museum för kulturhistoria, grundades 1862 av doktor Carl Robert Ehrström. Det är nu inrymt i det gamla tullhuset. På museet finns nu att beskåda en del av träskulpturerna från den ursprungliga kyrkan, snidade av Mikael Balt. Museets riktiga raritet är världens äldsta bevarade dykardräkt, en helkroppsdräkt i läder från 1700-talet kallad "Wanha herra" ("den gamle mannen"). En replik av denna, tillverkad av Jouko Turunen 1988, har vid ett flertal tillfällen visat sig fungera alldeles utmärkt.

### Kyrkan
|  | Den nuvarande kyrkan i Brahestad invigdes den 3 mars 1912. Den byggdes på samma plats som den tidigare träkyrkan och är ritad och byggd av arkitekten Josef Stenbäck. Tornets höjd är 52 meter. Kyrkan är byggd av granitblock, som mestadels hämtats från öarna utanför Brahestad. Takkronorna smidda av stadsbon och konstsmidaren A.F. Westman och påminner om en fartygsreling och är således passande för en gammal sjöfartsstad. Predikstolen är tillverkad efter samma mall som den som gick till spillo vid eldsvådan 1908, fastän ej av ek som den tidigare. Altartavlan är av Eero Järnefelt från år 1926. Konstnären har givit tavlan namnet "Vaknande hopp" och nyckelfiguren är den unge Filippos. Järnefelt har bara målat fem altartavlor, förutom i Brahestad även i Johanneskyrkan i Helsingfors. I kyrkparken finns minnesmärken från tre krig: ett för den svenska översten Herman Fleming som dog efter slaget vid Pyhäjoki, ett för Vinterkrigets hjältar och ett för fortsättningskrigets hjältar. Kyrkparken har för övrigt ytterligare två gravstenar och fyra hällkistor, alla med text på svenska. Hällkistorna låg ursprungligen i den nedbrunna träkyrkan. |